# Vigna unguiculata subsp. cylindrica
Catjang (Vigna unguiculata subsp. cylindrica) es una subespecies de V. unguiculata. Es nativa de África.

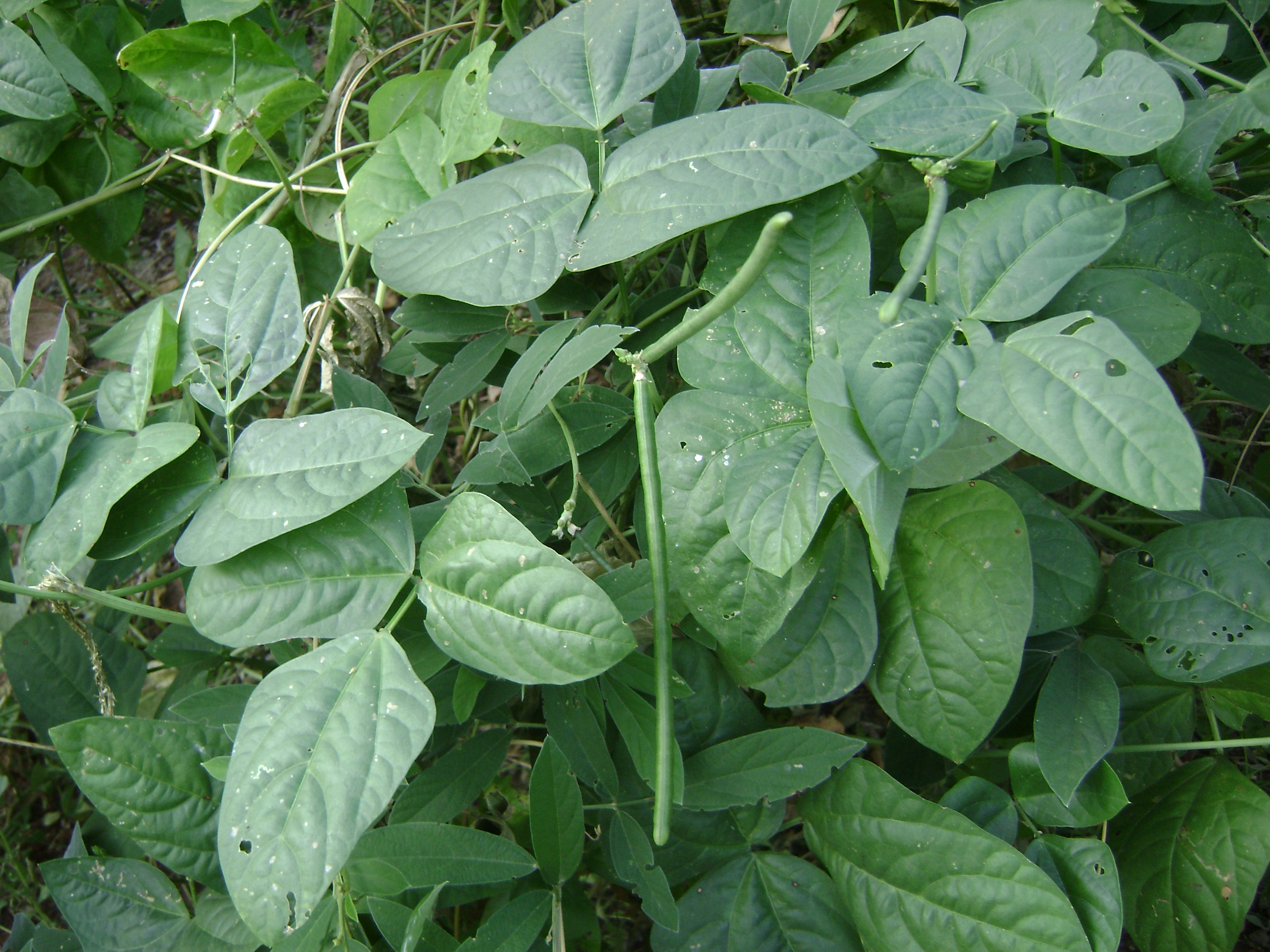
Hojas

## Descripción
Es un erecto arbusto densamente ramificado perennifolio de los trópicos del Viejo Mundo. Ahora crece en otras regiones cálidas, también. En los EE. UU., se cultiva principalmente como forraje , pero en otros lugares se utiliza como cultivo alimenticio. El nombre proviene de Indonesia y Malasia de kacang , una palabra genérica para los frijoles y las nueces.

## Nutrición
Catjang es baja en grasas saturadas y es una buena fuente de fibra dietética, proteína, hierro, fósforo, zinc, cobre y manganeso y una muy buena fuente de ácido fólico y magnesio.

## Taxonomía
Vigna unguiculata subsp. cylindrica fue descrita por (L.) Verdc. y publicado en Kew Bulletin 24(3): 544. 1970.
Etimología
Vigna: nombre genérico que fue otorgado en honor del botánico italiano Dominico Vigna que lo descubrió en el siglo XVII.
unguiculata: epíteto latíno que significa "con una garra"
cylindrica: epíteto latíno que significa "cilíndrica"
Sinonimia
- Dolichos catiang L.
- Phaseolus cylindricus L.
- Vigna sinensis var. catjang (Burm.f.) Chiov.
- Vigna sinensis subsp. cylindrica (L.) Van Eselt.
- Vigna unguiculata var. catjang (Burm.f.) Bertoni
- Vigna unguiculata subsp. catjang (Burm.f.) Chiov.
- Vigna unguiculata var. catjang (Burm.f.) H.Ohashi
- Vigna unguiculata var. cylindrica (L.) H.Ohashi
- Vigna unguiculata var. cylindricus (L.) H.Ohashi[3]